# 阿尼巴尔·马罗金
阿尼巴尔·马罗金（西班牙語：Aníbal Marroquín，1992年12月7日—），危地馬拉男子羽毛球運動員。

## 簡歷
2013年9月，阿尼巴尔·马罗金出戰加勒比地區羽毛球聯合會國際賽，分別贏得與Krisley Nohemi Lopez合作贏得混合雙打比賽冠軍，以及與亨布莱斯·海默德合作打進男子雙打比賽準決賽。

## 主要比賽成績
只列出曾進入準決賽的國際賽事成績：
| 年份   | 賽事                         | 公開賽級別 | 項目     | 搭檔                         | 成績   |
| ------ | ---------------------------- | ---------- | -------- | ---------------------------- | ------ |
| 2012年 | 蘇利南羽毛球國際賽           | 國際系列賽 | 男子雙打 | 亨布莱斯·海默德              | 冠軍   |
| 2013年 | 危地馬拉羽毛球國際賽         | 國際系列賽 | 混合雙打 | Krisley Nohemi Lopez         | 準決賽 |
| 2013年 | 加勒比地區羽毛球聯合會國際賽 | 國際系列賽 | 男子雙打 | 亨布莱斯·海默德              | 準決賽 |
| 2013年 | 加勒比地區羽毛球聯合會國際賽 | 國際系列賽 | 混合雙打 | Krisley Nohemi Lopez         | 冠軍   |
| 2014年 | 吉拉爾迪拉羽毛球賽           | 國際系列賽 | 男子雙打 | 亨布莱斯·海默德              | 亞軍   |
| 2014年 | 南方共同市場羽毛球國際賽     | 國際系列賽 | 男子雙打 | 亨布莱斯·海默德              | 冠軍   |
| 2014年 | 泛美洲羽毛球錦標賽           | 其他       | 男子雙打 | 凯文·科登                    | 季軍   |
| 2015年 | 吉拉爾迪拉羽毛球賽           | 國際系列賽 | 男子雙打 | 亨布莱斯·海默德              | 亞軍   |
| 2016年 | 哥倫比亞羽毛球國際賽         | 國際系列賽 | 男子單打 | －                           | 準決賽 |
| 2016年 | 哥倫比亞羽毛球國際賽         | 國際系列賽 | 男子雙打 | 魯本·卡斯特利亞諾斯          | 冠軍   |
| 2017年 | 秘魯羽毛球國際系列賽         | 國際系列賽 | 男子單打 | －                           | 準決賽 |
| 2017年 | 泛美洲羽毛球錦標賽           | 其他       | 男子雙打 | 魯本·卡斯特利亞諾斯          | 季軍   |
| 2017年 | 危地馬拉羽毛球未來系列賽     | 未來系列賽 | 男子單打 | －                           | 準決賽 |
| 2017年 | 危地馬拉羽毛球未來系列賽     | 未來系列賽 | 男子雙打 | 魯本·卡斯特利亞諾斯          | 亞軍   |
| 2017年 | 墨西哥羽毛球國際賽           | 國際系列賽 | 男子單打 | －                           | 亞軍   |
| 2017年 | 南方共同市場羽毛球國際系列賽 | 未來系列賽 | 男子單打 | －                           | 準決賽 |
| 2017年 | 南方共同市場羽毛球國際系列賽 | 未來系列賽 | 男子雙打 | 凯文·科登                    | 亞軍   |
| 2017年 | 南方共同市場羽毛球國際系列賽 | 未來系列賽 | 混合雙打 | 玛丽安娜·伊莎贝尔·派斯·奎安  | 亞軍   |
| 2018年 | 巴西羽毛球國際賽             | 國際挑戰賽 | 男子雙打 | 凯文·科登                    | 準決賽 |
| 2018年 | 秘魯羽毛球國際賽             | 國際系列賽 | 混合雙打 | 尼克特·亚历杭德拉·索托马约尔 | 準決賽 |
| 2018年 | 墨西哥羽毛球國際賽           | 國際系列賽 | 男子雙打 | 鲁道夫·拉米雷斯              | 準決賽 |
| 2018年 | 危地馬拉羽毛球國際系列賽     | 國際系列賽 | 混合雙打 | 魯本·卡斯特利亞諾斯          | 冠軍   |
| 2018年 | 薩爾瓦多羽毛球國際賽         | 未來系列賽 | 男子雙打 | 魯本·卡斯特利亞諾斯          | 冠軍   |
| 2018年 | 薩爾瓦多羽毛球國際賽         | 未來系列賽 | 混合雙打 | 西村丹妮卡                   | 亞軍   |
| 2019年 | 秘魯羽毛球國際賽             | 國際系列賽 | 男子雙打 | 魯本·卡斯特利亞諾斯          | 冠軍   |
| 2019年 | 墨西哥羽毛球國際賽           | 國際系列賽 | 男子雙打 | 喬納森·索利斯                | 冠軍   |
| 2019年 | 危地馬拉羽毛球國際系列賽     | 國際系列賽 | 男子雙打 | 喬納森·索利斯                | 準決賽 |
| 2019年 | 危地馬拉羽毛球未來系列賽     | 未來系列賽 | 男子雙打 | 喬納森·索利斯                | 冠軍   |
| 2019年 | 薩爾瓦多羽毛球國際賽         | 未來系列賽 | 男子雙打 | 喬納森·索利斯                | 冠軍   |
| 2020年 | 牙買加羽毛球國際賽           | 國際系列賽 | 男子雙打 | 喬納森·索利斯                | 冠軍   |
| 2021年 | 聖多明哥羽毛球公開賽         | 國際系列賽 | 男子雙打 | 喬納森·索利斯                | 冠軍   |
| 2021年 | 秘魯羽毛球國際賽             | 國際系列賽 | 男子雙打 | 喬納森·索利斯                | 亞軍   |
| 2021年 | 危地馬拉羽毛球國際系列賽     | 國際系列賽 | 男子雙打 | 喬納森·索利斯                | 亞軍   |
| 2021年 | 危地馬拉羽毛球未來系列賽     | 未來系列賽 | 男子雙打 | 喬納森·索利斯                | 準決賽 |
| 2022年 | 聖多明哥羽毛球公開賽         | 國際系列賽 | 男子雙打 | 喬納森·索利斯                | 準決賽 |
| 2022年 | 巴西羽毛球國際系列賽         | 國際系列賽 | 男子雙打 | 喬納森·索利斯                | 亞軍   |
| 2022年 | 危地馬拉羽毛球國際系列賽     | 國際系列賽 | 男子雙打 | 喬納森·索利斯                | 冠軍   |
| 2022年 | 薩爾瓦多羽毛球國際賽         | 國際系列賽 | 男子雙打 | 喬納森·索利斯                | 準決賽 |
| 2023年 | 巴西羽毛球國際系列賽         | 國際系列賽 | 男子雙打 | 喬納森·索利斯                | 準決賽 |
| 2023年 | 泛美運動會羽毛球比賽         | 其他       | 男子雙打 | 喬納森·索利斯                | 銅牌   |

| 2007-2017年 | 首要超級賽 | 超級賽 | 黃金大獎賽 | 大獎賽 | 國際挑戰賽 | 國際系列賽 | 未來系列賽 | 其他 |

| 2018-2026年 | 總決賽 | 超級1000賽 | 超級750賽 | 超級500賽 | 超級300賽 | 超級100賽 | 國際挑戰賽 | 國際系列賽 | 未來系列賽 | 其他 |

### 奧運會和世錦賽參賽紀錄
|          | 搭檔          | 2021  | 2022 | 2023 |
| -------- | ------------- | ----- | ---- | ---- |
| 男子雙打 | 乔纳森·索利斯 | 64強1 | 64強 | 64強 |

- ^  注解1：退賽